# Virgulino Ferreira da Silva

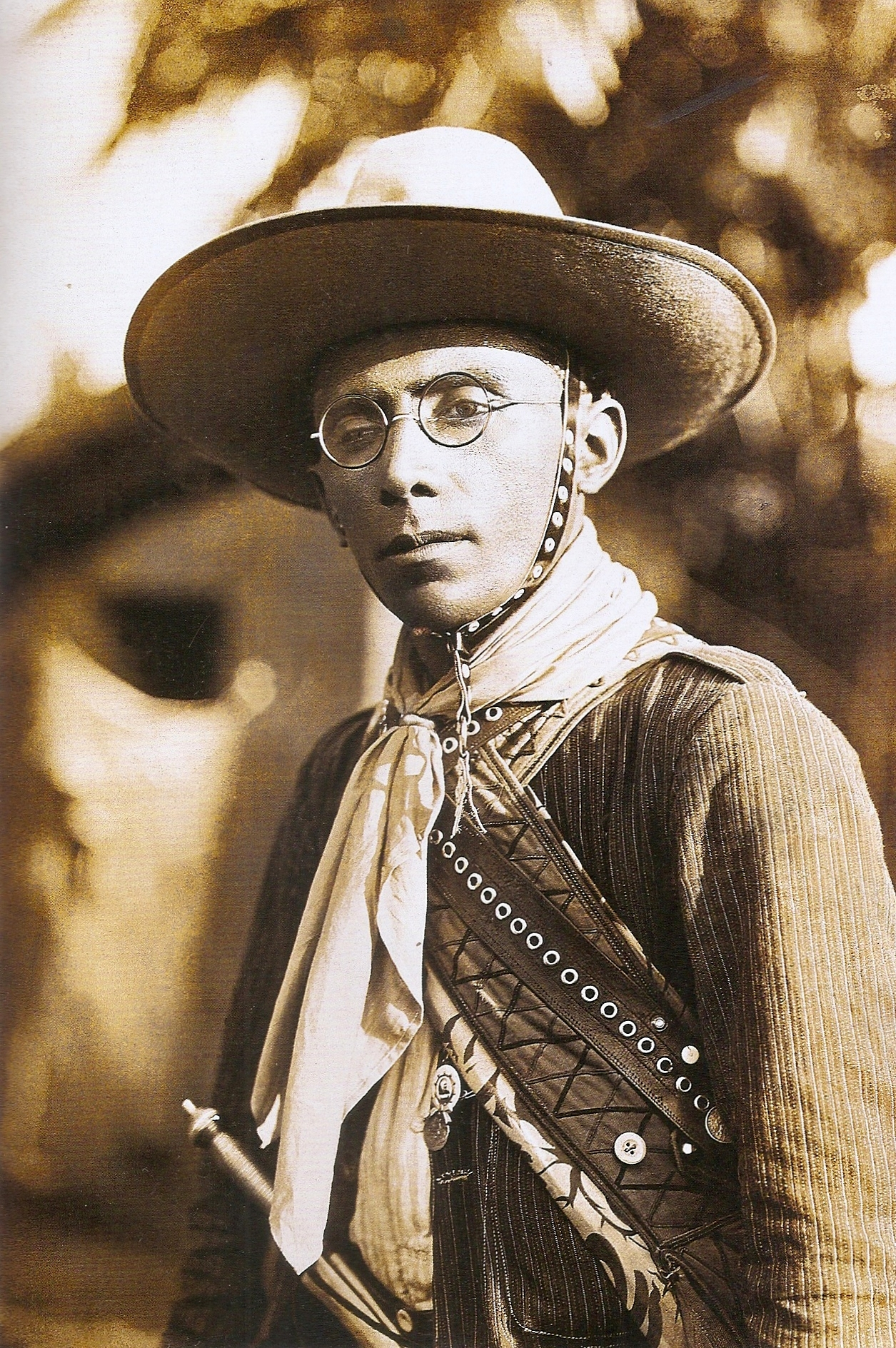
Cangaceiro Lampião (1927)

Virgulino Ferreira da Silva (* 4. Juni 1898 in Serra Talhada, Pernambuco; † 28. Juli 1938 in Poço Redondo, Sergipe) war der berühmteste Cangaceiro (Bandit) im Sertão ("Wüste") im Nordosten Brasiliens. Seinen Kampfnamen Lampião (portugiesisch für „Lampion“) verdankt er dem Mündungsfeuer seines Gewehrs.

## Leben

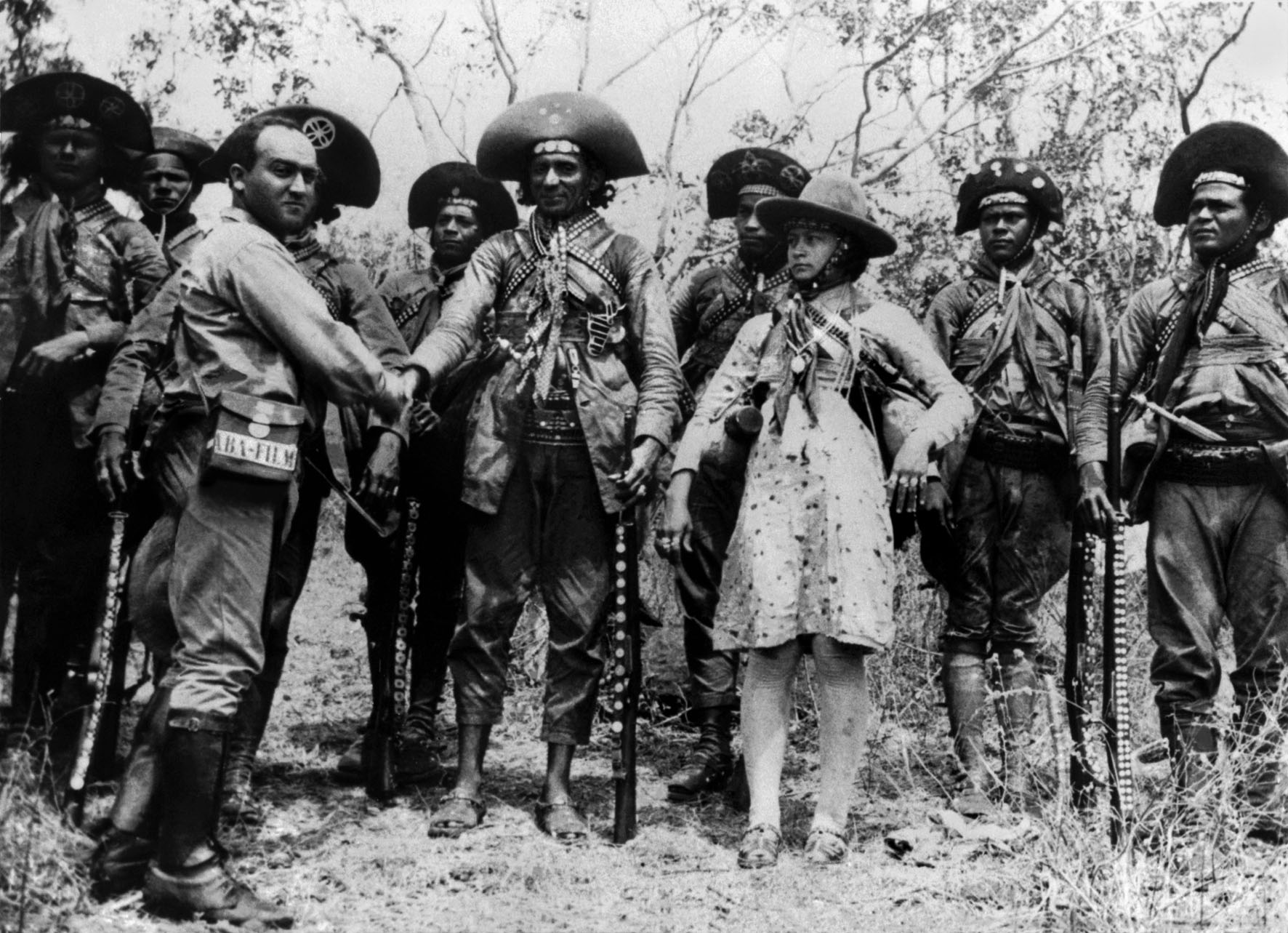
Bande Lampiãos: Lampião und Maria Bonita in der Mitte (1936)

Virgulino Ferreira da Silva wurde 1898 in Serra Telhado im Sertão von Pernambuco geboren. Er war Viehhirte, bis seine Eltern um 1918 von einem Landbesitzer getötet wurden. Daraufhin floh er mit seinem Bruder in den Sertão, um sich dort einer umherstreifenden Bande anzuschließen.

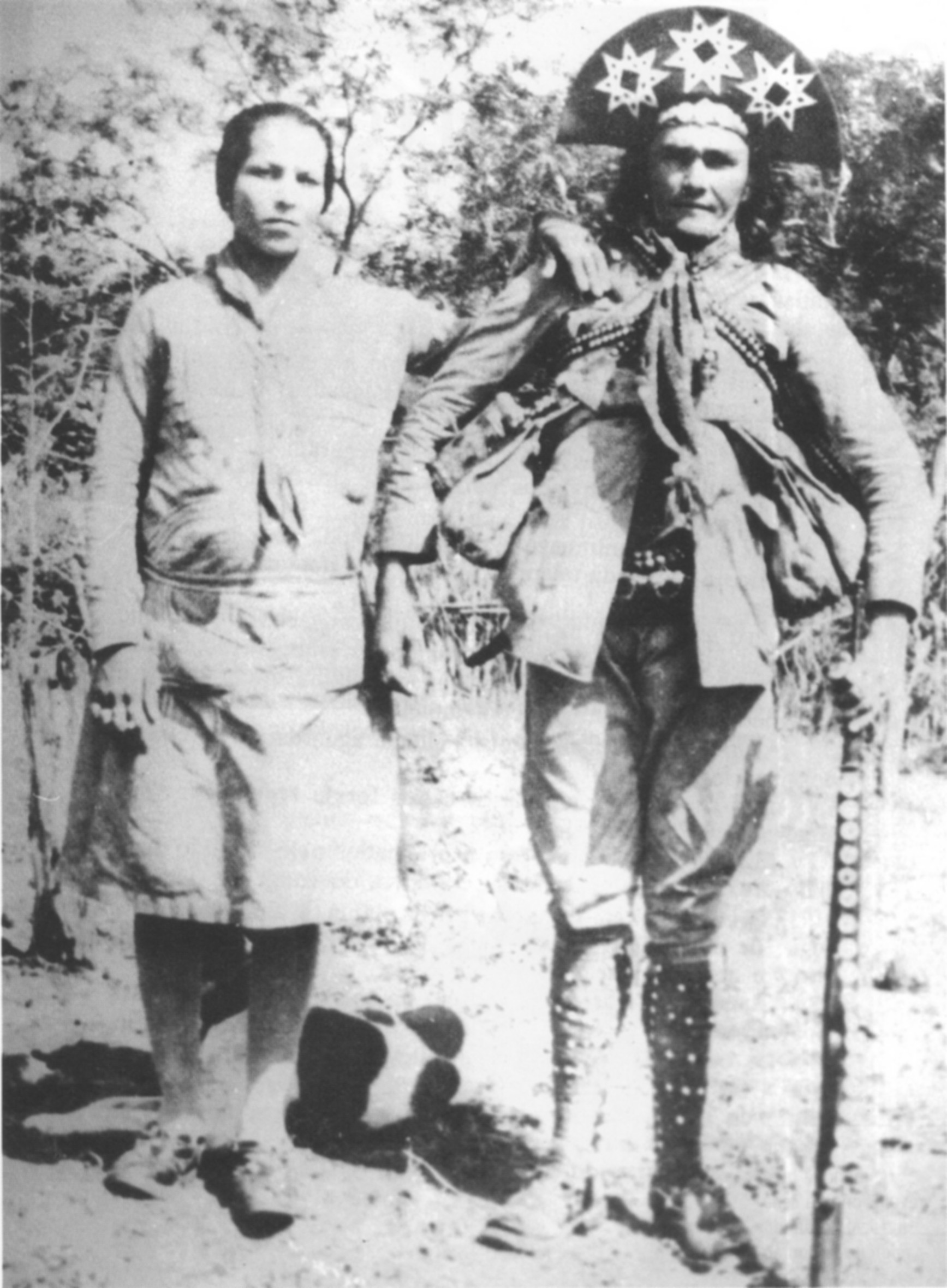
Cangaceiros Dadá (Sergia Ribeiro) und Corisco (1938)

Etwa zwei Jahre später wurde Lampião Anführer einer zwischen 15 und 50 Mann umfassenden Bande. Sein Ruf war zwiespältig, für die Obrigkeit war er grausam und blutrünstig, aber für die arme Bevölkerung war er dennoch ein tapferer Held. Seine Berühmtheit wuchs mit den vielen Geschichten und Liedern, die seine Taten über den brasilianischen Nordosten verbreiteten. 1929 traf er seine Geliebte Maria Bonita, der Legende zufolge die erste Frau, die sich einer Bande anschloss.

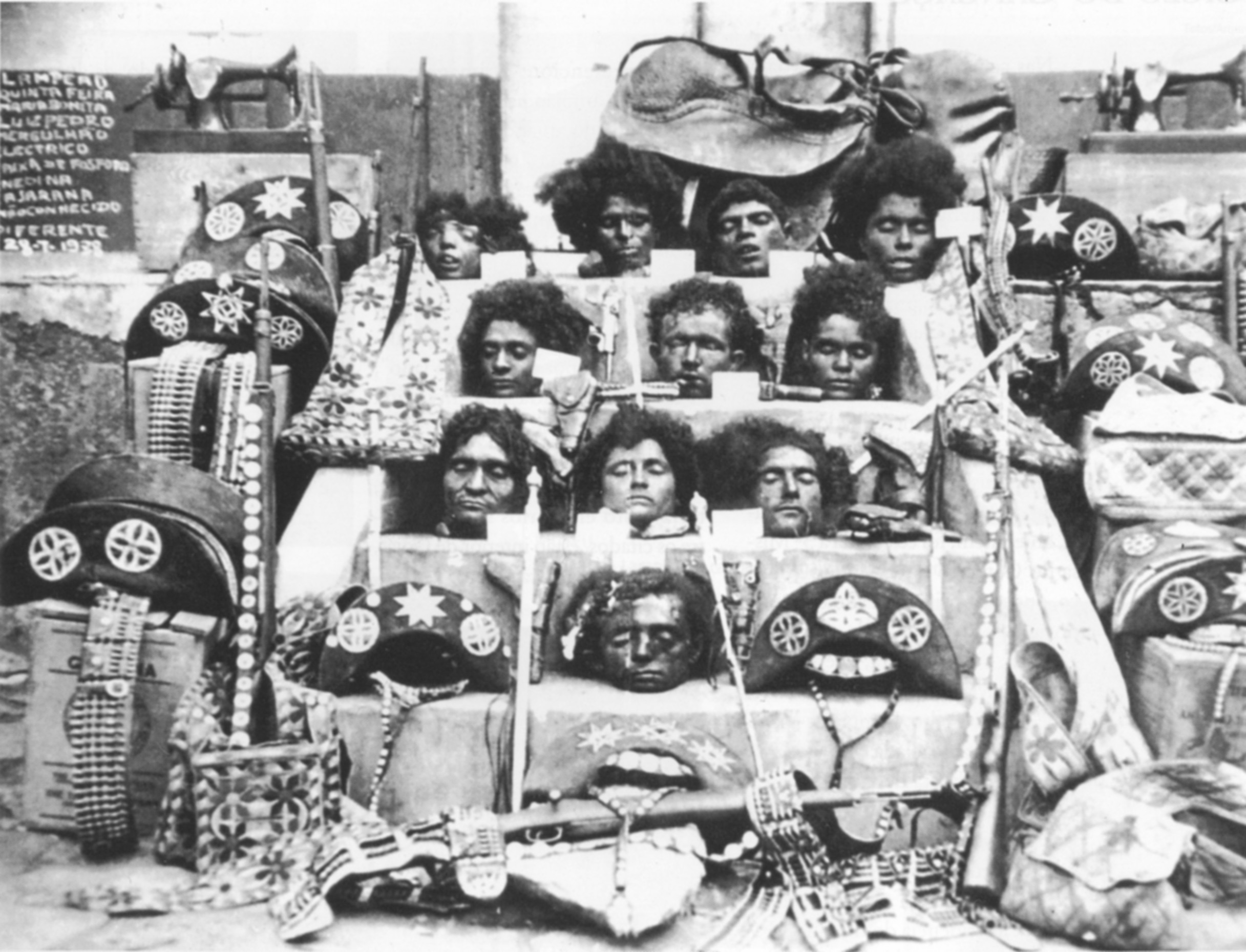
Enthauptete Cangaceiros (1938)

Auf Anordnung des Präsidenten Getúlio Vargas eröffneten die Großgrundbesitzer einen richtigen Krieg gegen Lampiãos Bande und setzten dem "König des Cangaço" nach Jahren der Verfolgung 1938 ein Ende. Er und seine Bande wurden enthauptet und ihre Schädel zur Abschreckung auf öffentlichen Plätzen ausgestellt. Nach Lampiãos Tod ergaben sich andere Cangaceiro-Banden massenhaft den Behörden. Die letzte Bande war jene von Corisco (Cristiano Gomes da Silva Cleto), der sich noch eine Weile mit Racheakten an der Polizei hervortat, bis er 1940 erschossen wurde.

## Bewaffnung (Cangaço)
Gängige Gewehre waren neben Winchester 73 und Winchester 92 (beide Kaliber 44) auch kunstvoll verzierte Karabiner von Mauser (7x57), FN 1895 (7x57) oder einschüssige Comblains-Gewehre (Kaliber 11 mm). Bei seinem Tod führte Lampião eine Parabellumpistole (9 × 19 mm) bei sich, verbreitet waren auch Smith and Wesson und Revolver von Colt.

## Rezeption

Wandmalerei des Cangaceiro

Lampião gilt in Brasilien trotz seiner Brutalität als (minderer) Volksheld (im Vergleich zu Tiradentes). Er wird gelegentlich auch brasilianischer Robin Hood genannt.

### Musik
Die Titelmusik (Mulher Rendeira) zum in Mexiko spielenden Farbfilm O’ Cangaceiro (1970) stammt von dem Italiener Riz Ortolani. Die wohl berühmtere, weil sehr eingängige Version dürfte aber die Originalfassung von Zé do Norte sein. Siehe auch die Filmmusik bei YouTube und unter dem Suchbegriff „Zé do Norte“. Sie wurde von Bert Kaempfert als O cangaçeiro (The Bandit) auf dem 1964er Album That Latin Feeling sowie im selben Jahr auch von Joan Baez gecovert.

### Filme
- O Cangaceiro – Die Gesetzlosen. Brasilien, 1953. Regie: Lima Barreto. Ausgezeichnet als „Bester Abenteuerfilm“ auf den Internationalen Filmfestspielen von Cannes 1953 sowie mit der „Lobenden Erwähnung“ für die Filmmusik (s. u.) Olé O'Cangaçeiro
- Das Ende der Cangaçeiros. Originaltitel: A morte comanda o Cangaço., Brasilien 1961. Produktion: Aurora Duarte. Regie: Walter Guimaraes Motta.
- Deus e o Diabo na Terra do Sol. Dt.: Gott und der Teufel im Land der Sonne. 1963. Produktion und Regie: Glauber Rocha
- Antonio das Mortes. Alternativtitel: O Dragão da maldade contra o Santo Guerreiro. Brasilien 1968. Produktion und Regie: Glauber Rocha
- O'Cangaçeiro. Alternativtitel: The Magnificent Bandits bzw. Viva Cangaceiro. Spanien/Italien 1970. Regie: Giovanni Fago

### Sonstiges

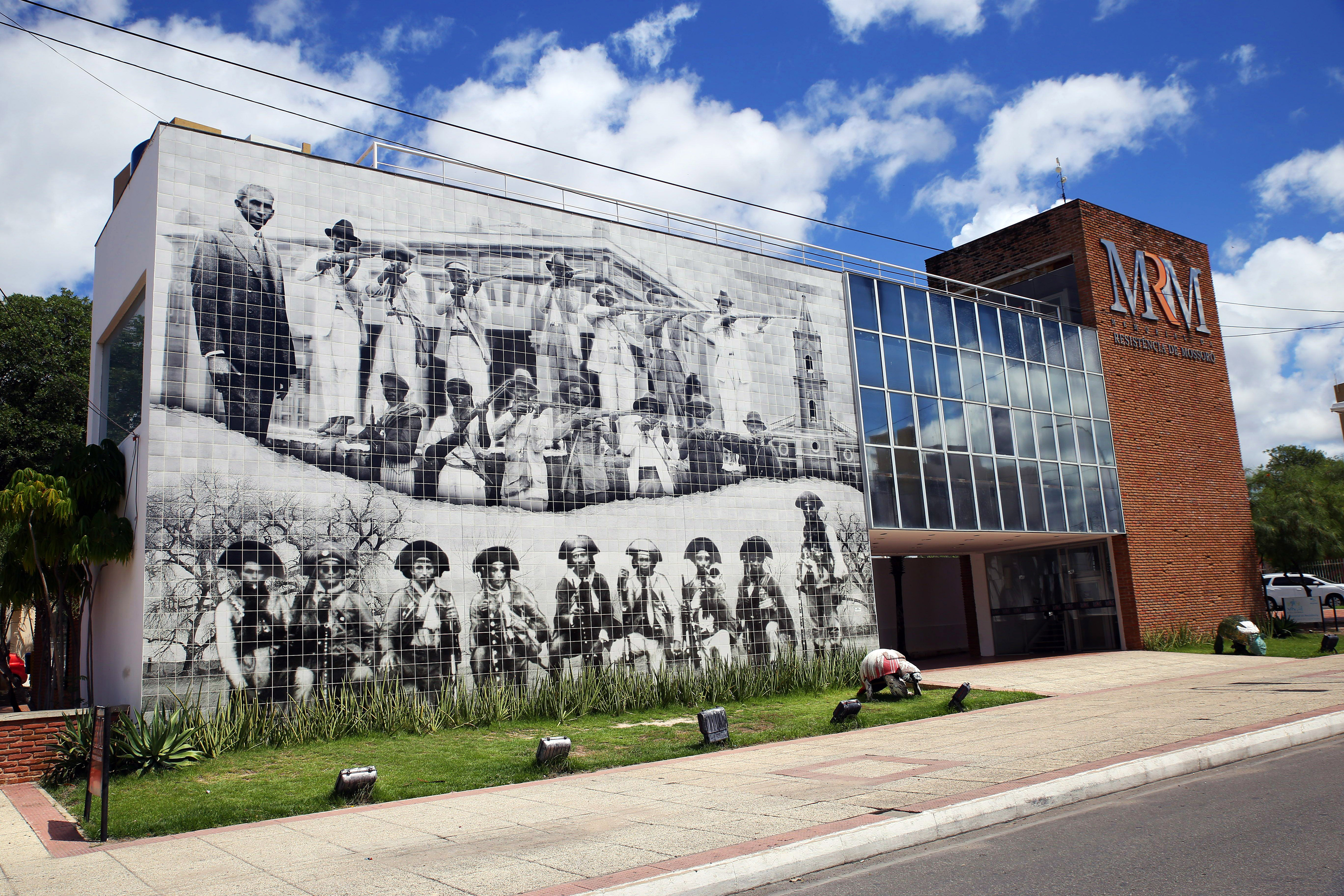
Museum Memorial da Resistência Mossoroense

- Die Stadt Mossoró in Rio Grande do Norte errichtete das Memorial da Resistência Mossoroense zur Erinnerung an Lampião, die Cangaceiros und den erfolgreichen Widerstand der damaligen Gemeinde.[4]

- Lampião ist eine Figur in Robert Cohens Roman Exil der frechen Frauen.